# Arkadenhäuser
 (mai 2024).
Si vous disposez d'ouvrages ou d'articles de référence ou si vous connaissez des sites web de qualité traitant du thème abordé ici, merci de compléter l'article en donnant les références utiles à sa vérifiabilité et en les liant à la section « Notes et références ».

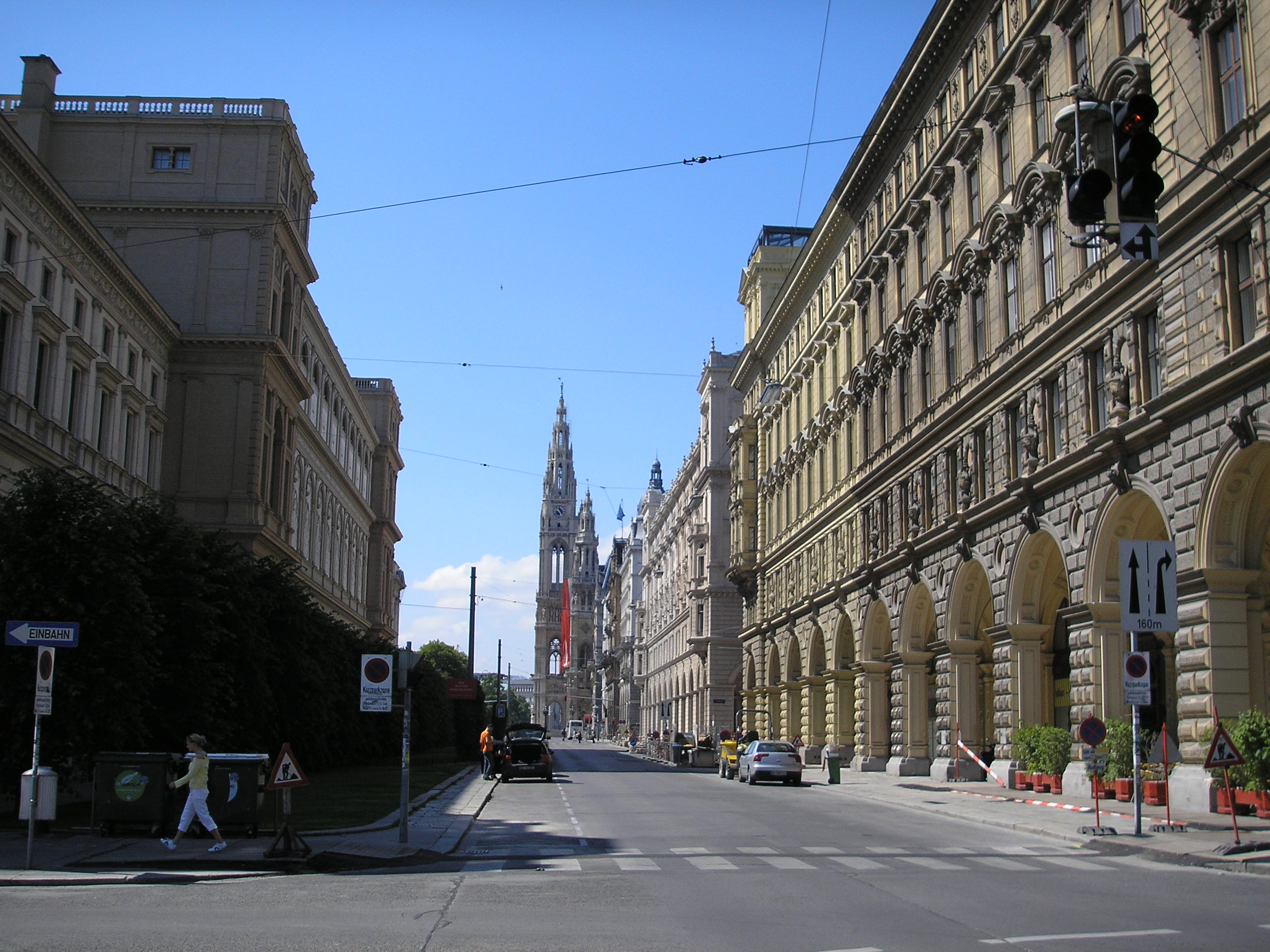
Reichsratsstrasse derrière l'université, vue sur l'hôtel de ville : rangée de maisons à arcades

Les Arkadenhäuser (littéralement, maisons à arcades) forment un ensemble autour de l'hôtel de ville de Vienne sur la Ringstrasse, dans le centre-ville de Vienne. Construits à l'époque wilhelminienne, ils font partie du centre historique de Vienne, classé au patrimoine mondial de l'UNESCO. Les maisons à arcades sont des immeubles de la place de la mairie situées des deux côtés de l'Hôtel de Ville. Leurs arcades sont aussi appelées Rathauspassagen (passages de la mairie).

## Histoire

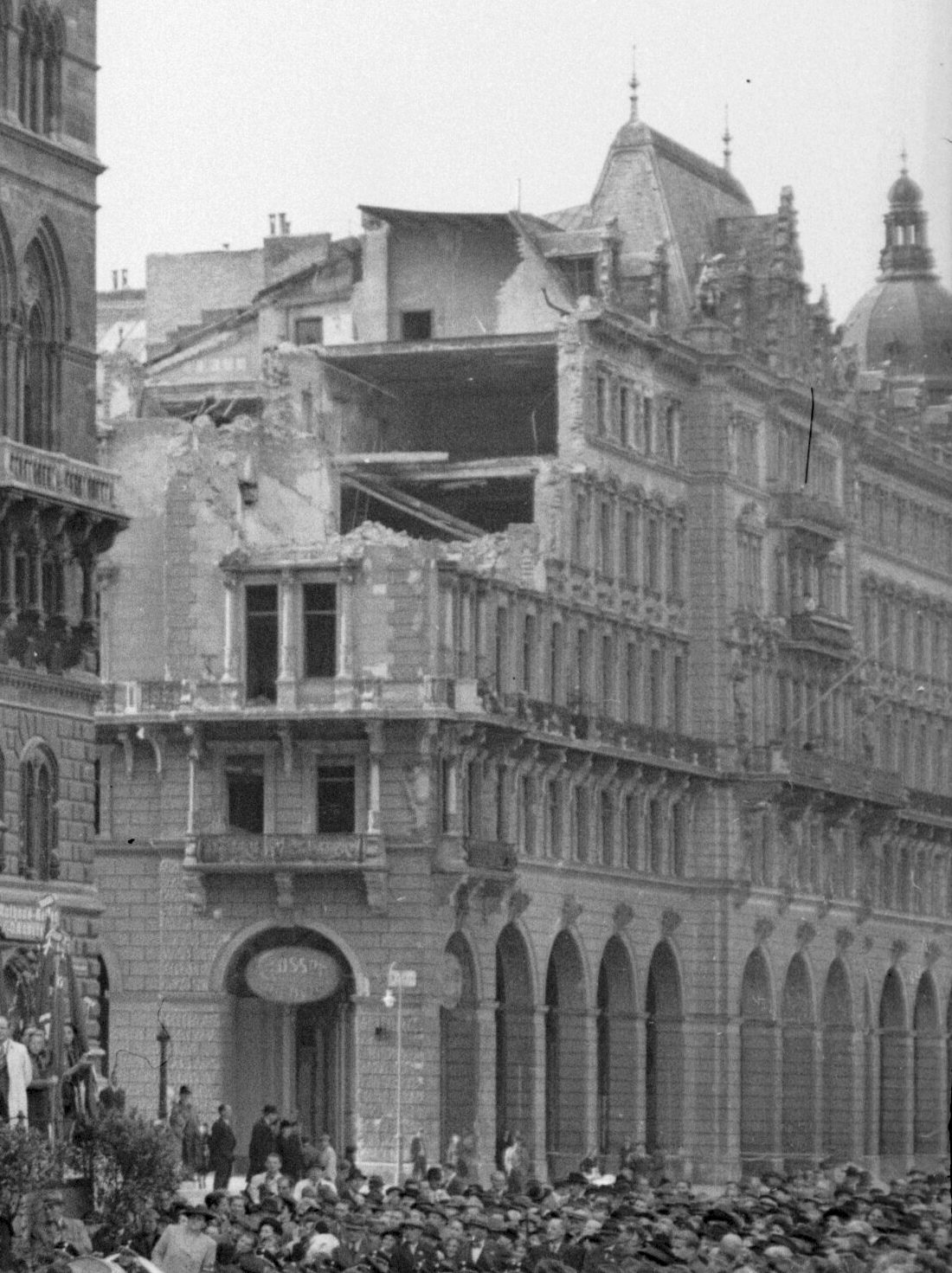
Ruines de la Felderstrasse 2 en 1948. Vue depuis la place de la mairie

Lors de la construction de l'hôtel de ville en 1872-1883, les environs immédiats furent également aménagés. Le fonds d'expansion urbaine a déterminé sur quelles façades il fallait construire devant le rez-de-chaussée élevé et éventuellement une mezzanine (rez-de-chaussée inférieur) le long des arcades des rues; Les maisons autour de la mairie tirent leur nom de maisons à arcades de cet élément de conception. Le quartier de la mairie était constitué d'immeubles d'habitation pour les citoyens de la classe supérieure et les fonctionnaires pour qui les palais de la Ringstrasse étaient trop chers.
Le concept a été réalisé par Franz Ritter von Neumann junior, employé de l'architecte de la mairie Friedrich Schmidt, et a été construit en grande partie par l'entreprise de construction Union, afin de garantir une apparence homogène. Les maisons individuelles sont toutes dans le même style, comme la Ringstrasse avec un style Renaissance, des blocs rustiqués dans la zone inférieure et une ornementation néo-baroque. Les maisons 7 à 9, les plus anciennes, présentent des éléments néo-gothiques. La dernière des constructions, n° 6–8, n'a été conçue dans le style néo-gothique qu'entre 1913 et 1918 et avec des éléments Art nouveau dans la tour d'angle.
La maison de la Felderstrasse n°2 a été perdue pendant la Seconde Guerre mondiale puis reconstruite sous une forme différente, mais ses arcades ont subsisté. Les autres maisons ont été conservées dans leur forme originale. 

## Les maisons à arcades
Les maisons à arcades sont (seules les adresses avec arcades sont mentionnées, chronologiquement avec les architectes responsables) :

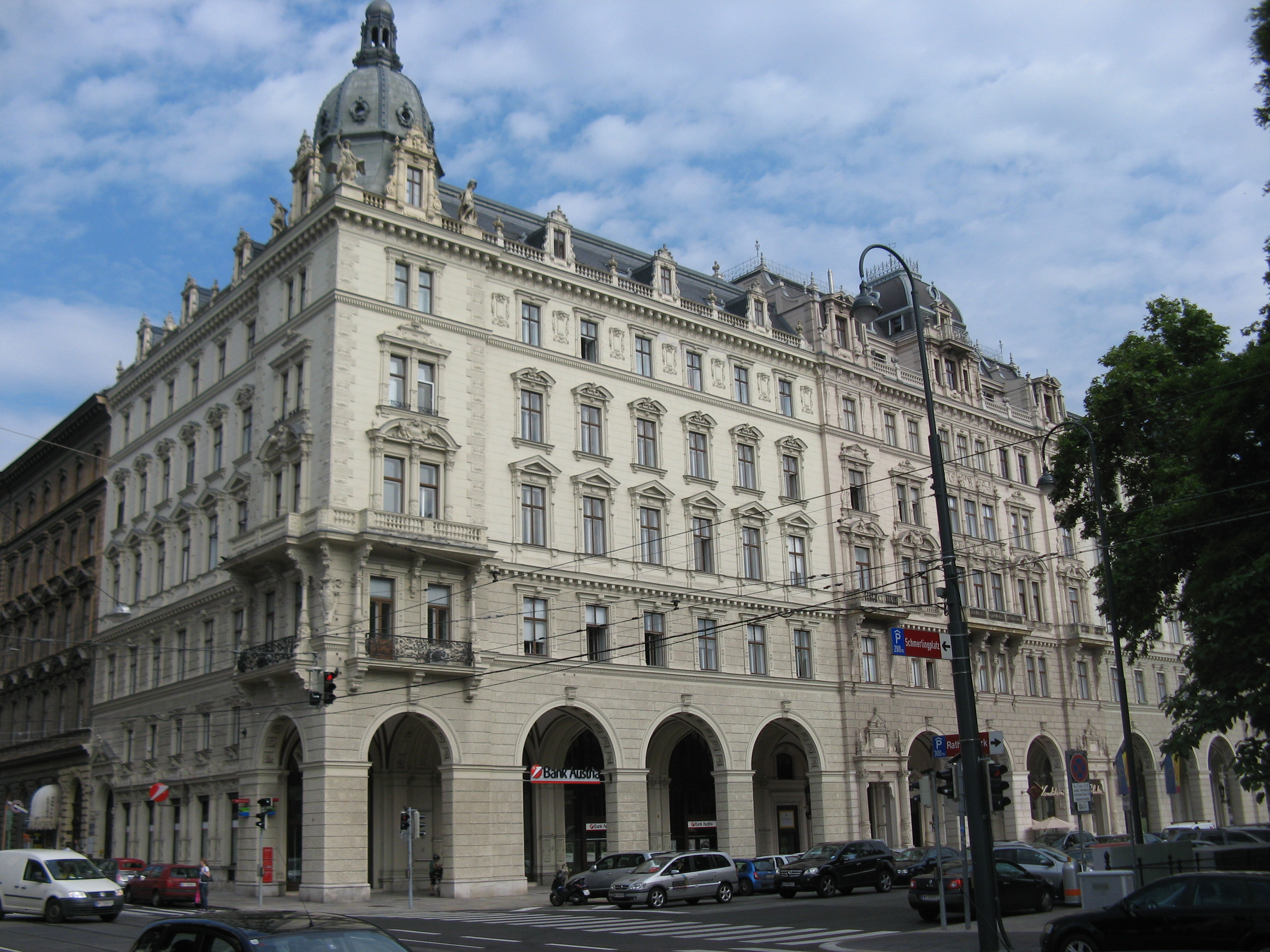
Rathausplatz, 1–3 Schmidt/Neumann, 1877–1878
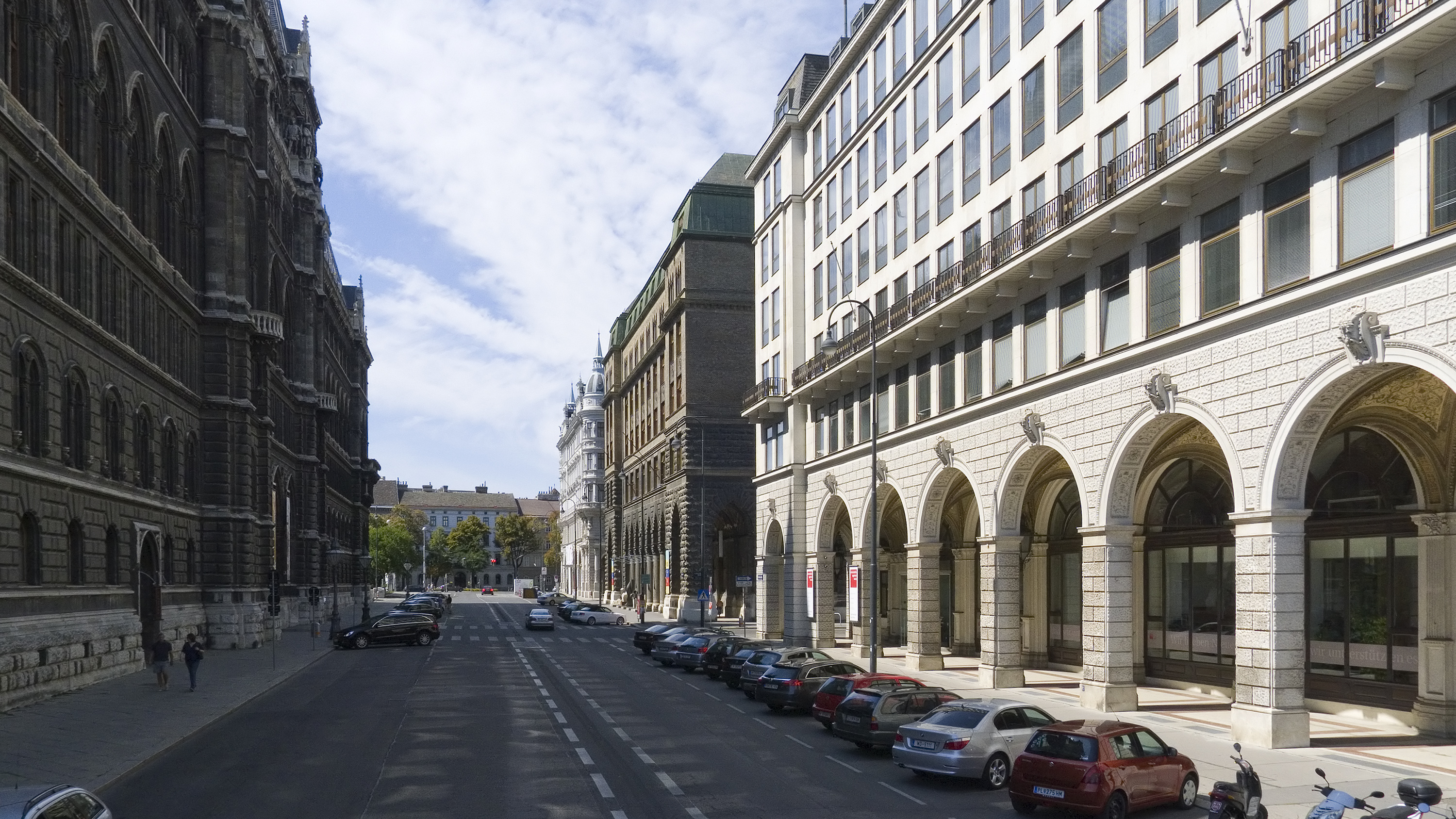
Rathausplatz, 2–4 (Felderhaus) Neumann, 1880–1883 ; reconstruit Boltenstern 1964
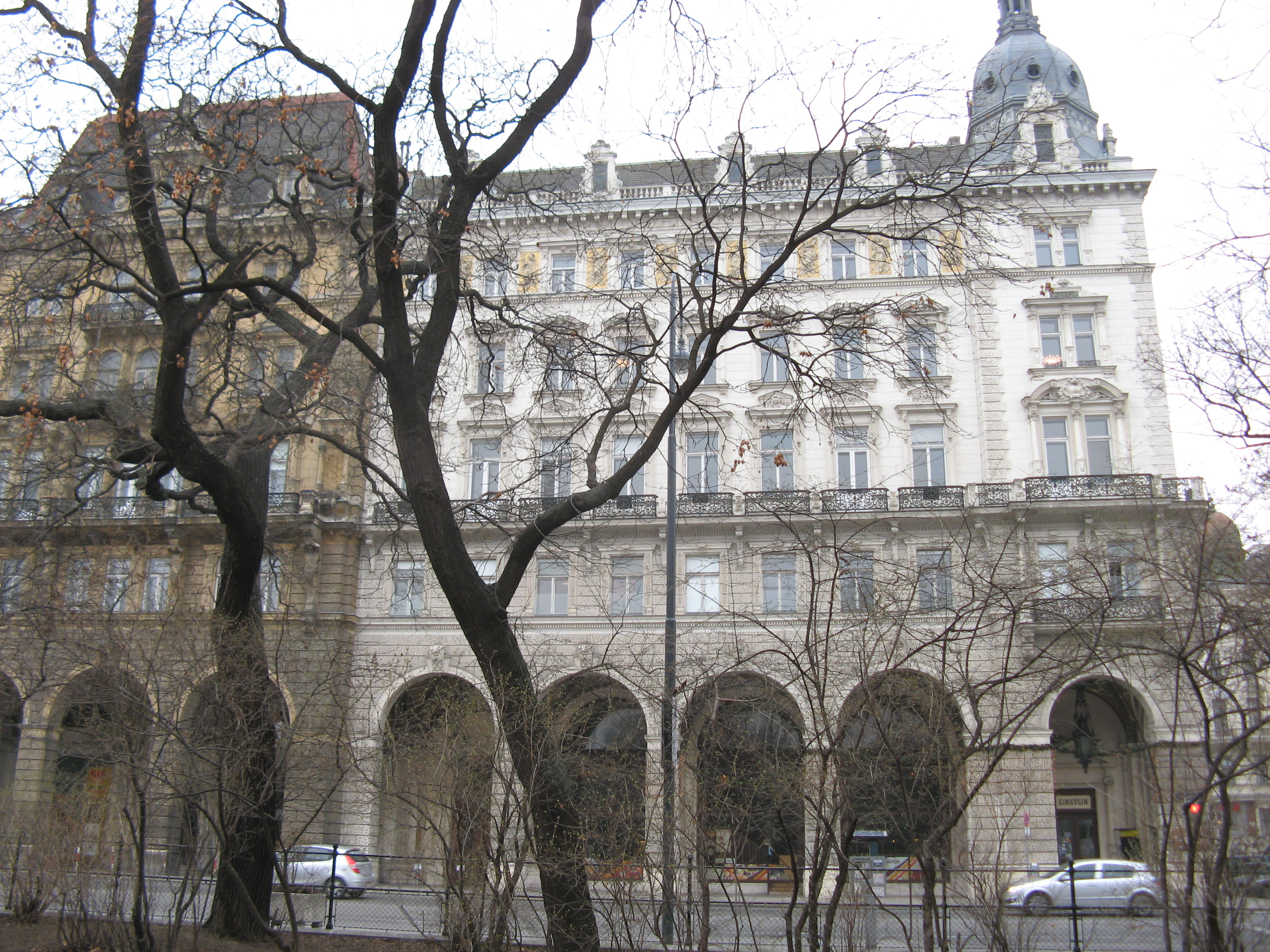
Reichsrats, 15–17 Tischler/Stiassny, 1881–1889
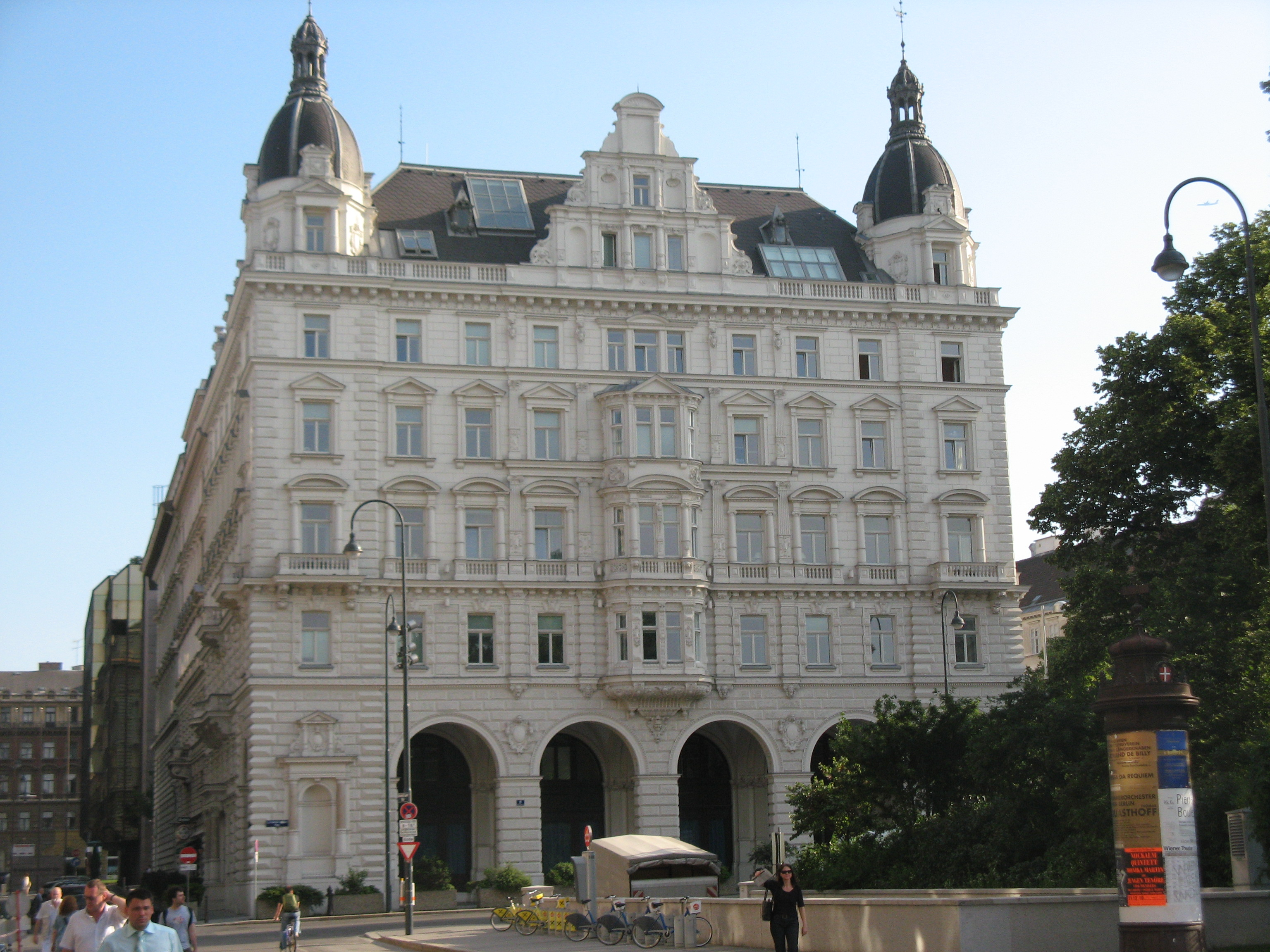
Friedrich-Schmidt-Platz, 8–9 (Palais Obentraut) Boguslawski, 1882–1883
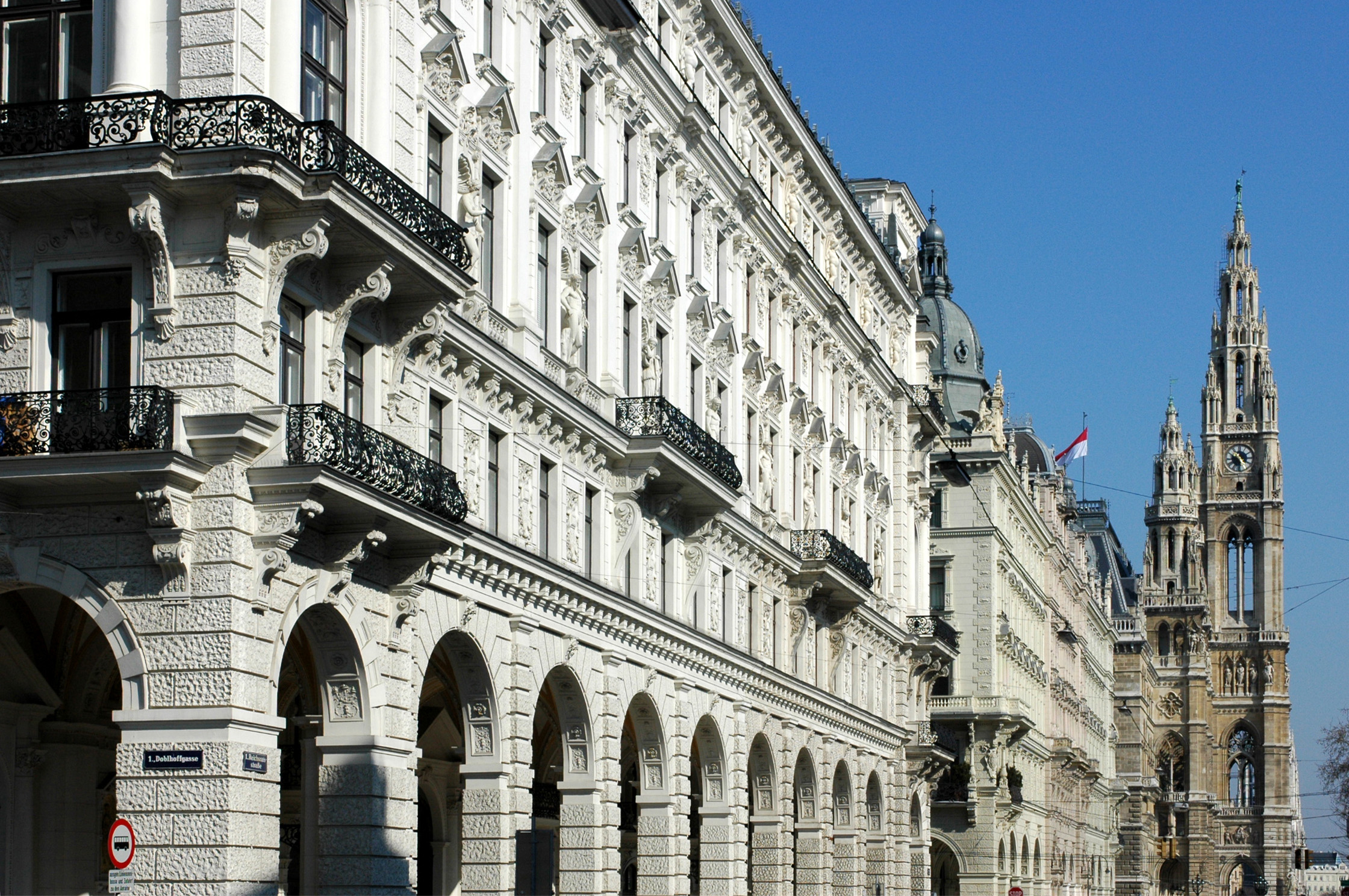
Reichsrats, 7–9 Neumann, 1883–1884
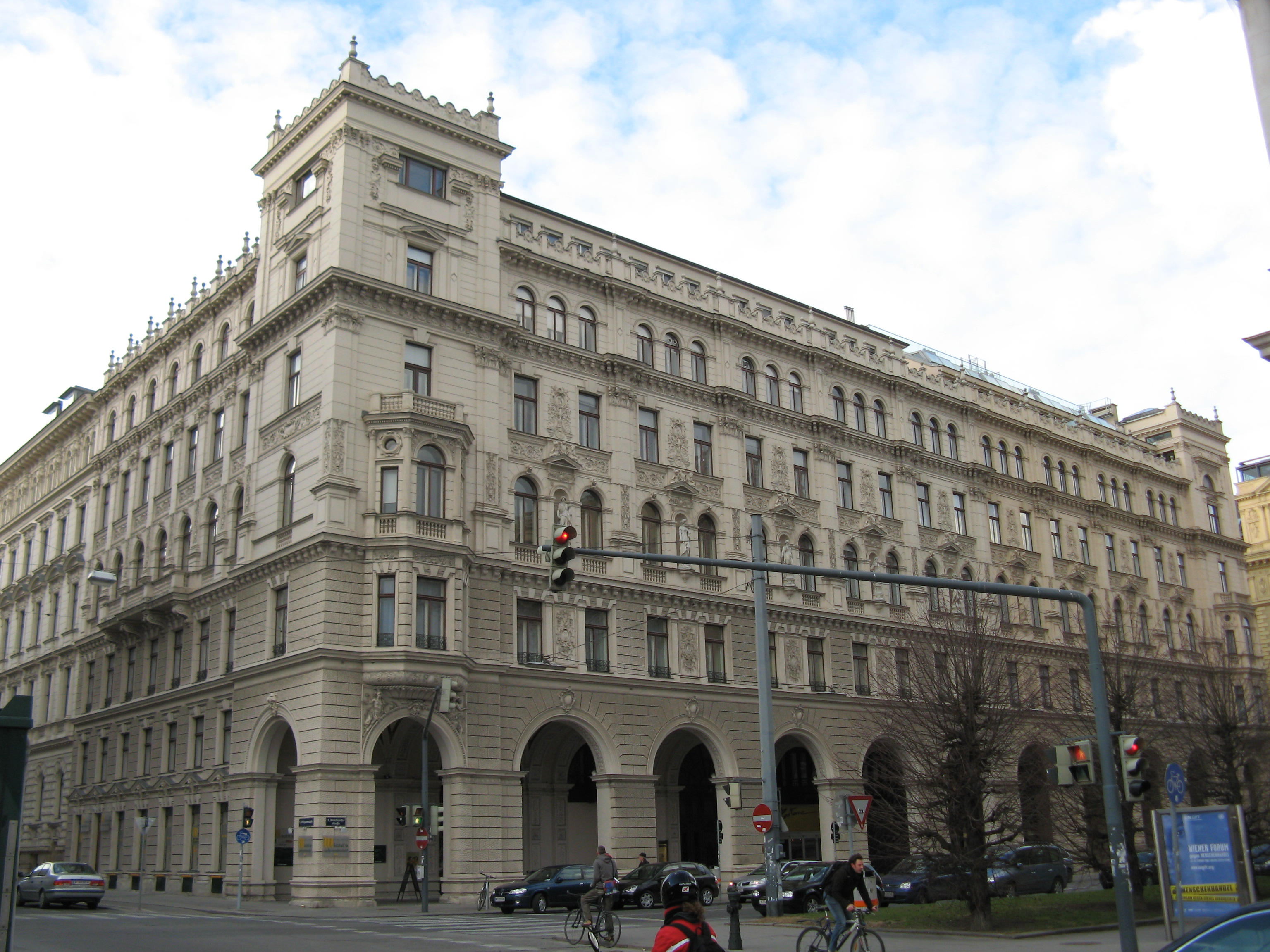
Lichtenfelsgasse, 5–7 Neumann, 1883 / Stiassny, 1888
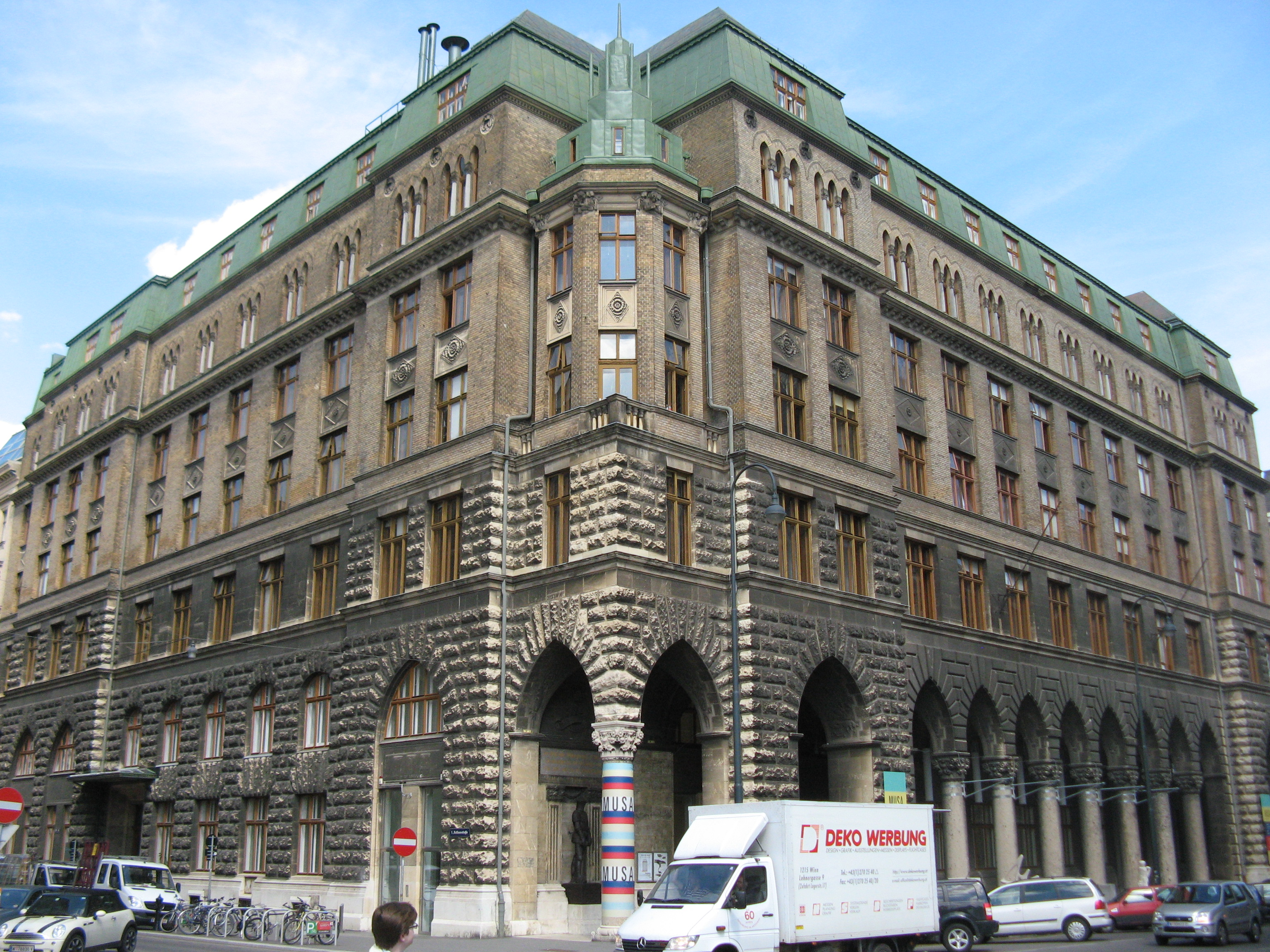
Felderstraße, 6–8 (Stadt planungshaus) Kirstein, 1913–1918

- Rathausplatz, 1–3

Schmidt/Neumann, 1877–1878
- Rathausplatz, 2–4 (Felderhaus)

Neumann, 1880–1883 ; reconstruit Boltenstern 1964
- Reichsrats, 15–17

 Tischler/Stiassny, 1881–1889
- Friedrich-Schmidt-Platz, 8–9 (Palais Obentraut)

Boguslawski, 1882–1883
- Reichsrats, 7–9

Neumann, 1883–1884
- Lichtenfelsgasse, 5–7

Neumann, 1883 / Stiassny, 1888
- Felderstraße, 6–8 (Stadt planungshaus)

Kirstein, 1913–1918